# Tamesna

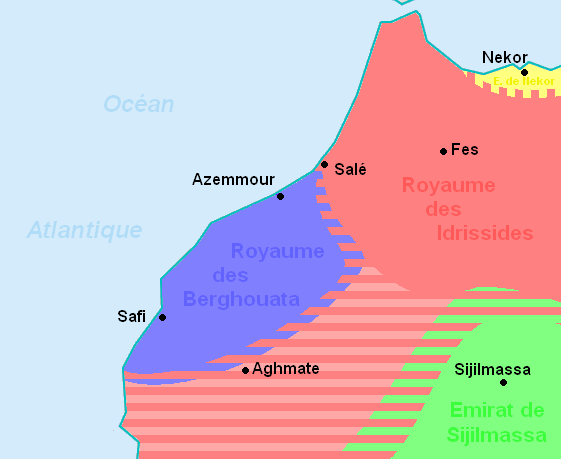
Emirato Barghawata, en azul (Royaume des Berghouata), territorio histórico de Tamesna.

Tamesna (en árabe, تامسنا; en tifinagh, ⵜⴰⵎⵙⵏⴰ) es una región histórica y natural de Marruecos, entre los ríos Bu Regreg y Tensift.
La región incluye Dukkala, Abda, Rehamna, Shauía y Sraghna. Suponen el territorio del antiguo emirato Barghawata (siglos VIII-XI), antes de ser conquistado por los almorávides.
Su nombre proviene del término tamazigt tamasna que significa «palma de la mano» o «la plana». El nombre fue aplicado a la región de la llanura atlántica entre el río Bu Regreg y el Umm al-Rabi, desde Salé hasta Marrakech. El terreno es fértil y el cultivo principal son los cereales. Era el paso natural entre las regiones de Fez y Marrakech; su límite oriental venía determinado por una zona de valles y bosques.
La región se menciona por primera vez bajo Idrís I que la conquistó durante su reinado; a la muerte de Idrís II (Idrís al-Asghar) en el 828 d. C. la Tamesna, junto con Wazekkur y la ciudad de Shalla (Salé) fue para su hijo Isa ibn Idris. Posteriormente la zona fue a manos de los barghawatas hacia el 890, los que la dominaron hasta el siglo XII. El 1059 llegaron los almorávides y los barghawatas resistieron ferozmente; en la lucha murió el líder espiritual almorávide Abd-Allah ibn Yassín al-Ghazulí, Pero finalmente fueron derrotados y en parte aniquilados; sin casi cien años después todavía quedaban grupos en las montañas de Tamasma (1447) que se opusieron a la conquista almohade, que enviaron varias expediciones contra ellos hasta que los dominaron el 1448/1449. El califa almohade estableció en la región de la Tamesma, que había quedado despoblada, tribus árabes nómadas (Khult, Sufyan y Banu Djaba); los benimerines utilizaron la región como zona de pasto y confiaron sus rebaños a los hilálides árabes y los bereberes zenetes y hawwas. La mezcla entre árabes y bereberes dio origen a nuevas tribus de lengua árabe que se sedentarizarse y fueron conocidas como los Shawiya o Chaouen (Shauía). El nombre sustituyó al de Tamasna que aun así todavía se usaba en documentos oficiales del gobierno en el siglo XIX. Shauía, en cambio, designa un territorio más pequeño.